# INFOBAR xv
INFOBAR xv（インフォバーエックスブイ）は、京セラが日本国内向けに開発した、KDDIおよび沖縄セルラー電話のauブランドで発表された携帯電話（ガラホ）。製造型番はKYX31。
デザインは歴代INFOBARと同じく深澤直人が担当。

## 特徴
2018年11月29日に全国のauより発売された。INFOBARシリーズとしては初のガラホ（OSにAndroidを用いたフィーチャーフォンの事）であり、事実上の前身であるINFOBAR、INFOBAR 2を踏襲したストレート型を採用し、カラーも歴代のラインナップの代表であるNISHIKIGOI (赤、白、水色)を使用する。他のカラーは、NASUKON (紺、薄い青、白)と、CHERRY BERRY (紫、薄いピンク、白)。タイルキーは歴代で初めてフレームレス化を実現し、それぞれのキーを限界まで大きくすることでINFOBARだと分かりやすくしている。